# Fellwechselzeit
Fellwechselzeit ist ein deutscher Spielfilm aus dem Jahr 2020 von Sabrina Mertens. Der internationale Filmtitel lautet Time of Moulting.

## Handlung
In 57 Bildern erzählt der Film fragmenthaft die Geschichte einer Familie über einen Zeitraum von 10 Jahren in einer nicht näher definierten westdeutschen Kleinstadt.
Beginnend in den 1970er Jahren liegt der Fokus auf Stephanie, der Tochter der dreiköpfigen Familie. Sie wächst in einer symbiotischen Beziehung zu ihrer unselbstständigen Mutter auf, die ihre eigene Kindheit nicht wirklich hinter sich gelassen hat und inmitten der Dinge von früher und ihren damit verbundenen Erinnerungen lebt. Im Verlauf der Handlung häufen sich mehr und mehr Gegenstände im Haus der Familie an. Zitat der Mutter: „Hier wird nichts weggeworfen, das sind Erinnerungen“. Ihrem emotional distanzierten und desinteressierten Vater kann Stephanie nicht vertrauen. Unausgesprochenes verbirgt sich unter den Oberflächen des Alltags und die verstreichenden Jahre bringen nur weitere Staubschichten und das Älterwerden, aber keine Zukunft mit sich. So flüchtet Stephanie sich in eine abseitige Welt düsterer Fantasien, die von den allgegenwärtigen Spuren vergangener Zeiten genährt werden und nur ihr allein gehören sollten. Besonders die auf dem Dachboden entdeckte Schlachterausrüstung und das Gebiss ihrer verstorbenen Großmutter, ziehen Stephanie mehr und mehr in ihren Bann. Eines Tages jedoch, dringt ihr Geheimnis in die Realität der Familie vor.

## Rezensionen
Die nationale und internationale Berichterstattung zeigte sich überwiegend positiv beeindruckt von Fellwechselzeit:
Patrick Wellinski und Susanne Burg im Filmmagazin vom Deutschlandfunk Kultur, Vollbild: „Ein besonders verstörendes Stück Kino hat Regisseurin Sabrina Mertens mit „Fellwechselzeit“ in Saarbrücken präsentiert. Mit ihrer unheimlichen Familiengeschichte, die in 57 Bilder den Zerfall und das totale Erkalten familiärer Bindungen zeigt, spiegeln sich deutsche Schicksale des 20. Jahrhunderts wieder. Ein unfassbar intensives und bedrückendes Stück Kino. Ein Debüt, das seit der Weltpremiere in Saarbrücken alle Festivalgänger beschäftigt hat.“.
Im Filmmaker Magazine bezeichnet Kritiker Steve Dollar Fellwechselzeit als „eines der ungewöhnlichsten und eindrucksvollsten Spielfilmdebüts des Jahres“. Weiterhin schreibt Dollar, es handele sich um „einen der beunruhigendsten Filme, die ich seit langem gesehen habe, in gruseligem Einklang mit dem, was ich die“österreichische Kellerästhetik„nenne, in der die anhaltende, statische Beobachtung von scheinbar nichts Großem allmählich ein tiefes Unbehagen und ein drohendes, spürbares Bewusstsein hervorruft, dass etwas wirklich, wirklich Beschissenes vor sich geht.“ Er resümiert, dass „Mertens jeden gekonnt in den Kaninchenbau hinab“ ziehe.
Der US-Amerikanische Filmkritiker Nick Allen hebt in seiner Rezension auf rogerebert.com die Darstellung von Zelda Espenschied in der Rolle der kindlichen Stephanie als „unglaublich“ hervor: „vor allem, wenn man bedenkt, wie lang die einzelnen Szenen sind“. Außerdem führt er aus, dass „trotz der spärlichen Bewegungen und der klaren Entwicklung der Handlung Mertens' Debüt effektiv desorientierend“ sei, und schließt mit dem Fazit: „die Unordnung, die Stephanie umgibt, wird auf eine Weise klaustrophobisch, wie es Horrorfilme selten sind.“
Carlota Moseguí schreibt auf Cineuropa: „Having leaped forwards in time, Time of Moulting reveals itself to be an extraordinary psychoanalytical film on the presentation and passing down of trauma from one generation to the next, ultimately demonstrating how traumas repressed by parents will always be inherited by their children.“Übersetzung: „Nach einem Zeitsprung in die Vergangenheit entpuppt sich Time of Moulting als außergewöhnlicher psychoanalytischer Film über die Darstellung und Weitergabe von Traumata von einer Generation zur nächsten, der letztlich zeigt, wie von den Eltern verdrängte Traumata immer an die Kinder weitergegeben werden.“
Der Niederländische Blog De Protagonisten bespricht Fellwechselzeit als „nihilistischen Horrorfilm mit subkutaner Spannung“: „Der Film kann als psychologisches Drama bezeichnet werden, aber irgendwo ist er auch ein nihilistischer Horrorfilm. Ein Film, in dem Stephanie lebt. Sie sucht also zunehmend ihre eigene Spannung. Dass diese Spannung nicht die beste Spannung ist, stellt sich heraus. Aber ja, man muss etwas tun. Denn welche Zukunft hat sie denn? Diese subkutane Spannung macht es für den Zuschauer spannend, trotz der Ruhe, die den ganzen Film über zu spüren ist“.
In der Zeitung Neues Deutschland bezeichnet Kritikerin Eve Massacre Fellwechselzeit als leisen bedrückenden Film, der im Nachhall seine Intensivität entfaltet.
Die polnische Ausgabe der Vogue listet Fellwechselzeit als einer der „zehn interessantesten Filme“ des größten polnischen Filmfestivals Nywe Horizonty und des American Film Festival in Wroclaw im Jahr 2020 auf: „Ihr (Sabrina Mertens) psychologisches Familiendrama, das in den 1970er Jahren spielt, zeigt, dass das Europäische Kino eine neue Stimme bekommen hat“.
Mark Gonzalez schreibt auf der Seite Killer Horror Critic, dass die Zuschauer „vielleicht intellektuell belohnt werden“ wenn sie „akzeptieren können, dass sie nicht alles verstehen sollen und dass es keine Übergänge gibt“ und sie sich „die Mühe machen, die Punkte selbst zu verbinden“. Er beschreibt die Umsetzung eines Familienprofils als „verdammt gut gelungen“.
Steve Kopian betrachtet Fellwechselzeit als Kunstfilm und formuliert für die Website unseenfilms.net: „Dies ist kein Film für jedermann. Er ist eher ein Kunstfilm (ich hätte ihn auf dem New York Film Festival sehen können). Das Tempo ist langsam, wie das Leben. Es baut sich auf und baut sich auf, aber es gibt keinen Auslöser. Das Ergebnis für diejenigen, die sich darauf einlassen, ist ein zutiefst verstörender Film, den man nicht abschütteln kann.“
Auf rottentomatoes.com erzielt der Film eine Wertung von 86 %.

## Hintergrund
Fellwechselzeit ist der erste Langspielfilm von Sabrina Mertens. Er entstand im dritten Jahr ihres Studiums an der Filmakademie Baden-Württemberg. Die Dreharbeiten fanden an insgesamt 16 Drehtagen zwischen dem 30. August 2018 und dem 16. September 2018 sowie am 8. und 9. Dezember 2018 in Bretten bei Karlsruhe statt.
Die Weltpremiere war am 21. Januar 2020 im Wettbewerb des Filmfestivals Max Ophüls Preis in Saarbrücken, die internationale Premiere fand am 23. Januar 2020 auf dem Internationalen Film Festival Rotterdam IFFR in der Wettbewerbssektion BRIGHT FUTURE COMPETITION statt.

## Festivalteilnahmen und Screenings
- Filmfestival Max Ophüls Preis, Saarbrücken, Januar 2020 (nationale Premiere)[14]
- IFFR Internationales Film Festival Rotterdam, Niederlande, 23. Januar 2020 (internationale Premiere)[15]
- The EYE Filminstitute Netherlands, Amsterdam, Januar 2020[16]
- Fantasia International Film Festival, Montreal, Kanada, August 2020[17]
- Randfilmfest, Kassel, September 2020[18]
- Nightstream Festival, USA, Oktober 2020[19]
- Nordische Filmtage Lübeck, November 2020[20]
- New Horizons International Film Festival, Breslau, Polen, November 2020[21]
- Seville European Film Festival, Sevilla, Spanien, November 2020[22]
- Cucalorus Festival, USA, November 2020[23]
- Final Girls Berlin, Februar 2021[24]
- Filmfest Bremen, April 2021[25]
- LA CASA ENCENDIDA, Madrid, Spanien, November 2020[26]
- Arc Filmfestival, Mainz, September 2021[27]
- REAKTOR International Film Festival, Wien, Österreich, Oktober 2022[28]
- Nitehawk Cinema, Prospect Park, New York City, USA, Juni 2023[29]

## Auszeichnungen
Der Film war für zahlreiche Preise nominiert, unter anderem für den Bright Future Award auf dem Internationalen Film Festival Rotterdam, für den Best First Feature Award sowie den Camera Lucida Award auf dem fantasia International Filmfestival. Hauptdarstellerin Freya Kreutzkam wurde für ihre Darstellung der Mutter als bester Schauspielnachwuchs auf dem Filmfestival Max Ophüls Preis 2020 nominiert. Im November 2020 wurde Fellwechselzeit auf dem Seville European Film Festival mit dem „Endless Revolutions Best Film Award“ ausgezeichnet.
Im Jahr 2021 gewann der Film den Preis Best Visual Storytelling auf dem Arc Filmfestival in Mainz.